# Romain David
Cet article concerne le joueur de rugby à XV. Pour l'acteur de cinéma, voir Romain David (acteur).
Pour les articles homonymes, voir David.

a Compétitions nationales et continentales officielles uniquement.

Dernière mise à jour le 15 avril 2018.
Romain David, né le 21 avril 1982 à Grenoble, est un joueur français de rugby à XV qui évolue au poste de pilier gauche.

## Biographie
Né le 21 avril 1982 à Grenoble, Romain David commence le rugby à l'âge de 6 ans et demi, en 1988. Rejoignant le FC Grenoble, il intègre l'équipe première à partir de 2004. Il évolue avec le club dans trois divisions différentes, de la première division du championnat (dénommée Top 16 puis Top 14) à la Fédérale 1. Il connaît ainsi la relégation sportive et administrative en division amateur, avant de vivre les remontées en Pro D2 puis en Top 14.
Après avoir joué 26 saisons avec le FC Grenoble, il rejoint en 2014 l'US Dax pour deux saisons, afin de saisir une nouvelle opportunité : il entre en contact avec le club landais par l'intermédiaire d'Emmanuel Maignien, ancien joueur grenoblois évoluant alors à Dax. Il ne dispute pas immédiatement de match sous ses nouvelles couleurs, étant blessé avant que son transfert ne soit effectif. Il prolonge à deux reprises pour une saison supplémentaire, lors des intersaisons 2016 et 2017.
Lors de la saison 2017-2018, David affronte son club formateur, le FC Grenoble, pour la première fois ; il décide par ailleurs de mettre un terme à sa carrière sportive à l'issue de cette saison, alors âgé de 36 ans.
Après sa retraite de joueur, il regagne la région grenobloise avec un projet de reconversion dans le milieu de la banque ou des assurances. Il ré-intègre finalement le club du FC Grenoble en tant que responsable technique, au niveau de la coordination logistique et de l'organisation globale, puis en tant que directeur des opérations.

## Palmarès
- Championnat de France de rugby à XV de 2e division : 
  - Champion : 2012 avec le FC Grenoble.
- Cape du FC Grenoble[10].